# Total Liberation
Total Liberation ist eine politische Bewegung, die Anarchismus mit der Bestrebung verbindet, Tiere und die Welt zu befreien. Während sich konventionellere Anarchismuskonzepte oft primär gegen Staat und Kapitalismus richteten, so ist das Anliegen von Total Liberation, alle Unterdrückungsformen gegenüber Menschen, anderen Tieren und Ökosystemen zu bekämpfen. Befürwortende von Total Liberation haben üblicherweise einen holistischen und intersektional-revolutionären Ansatz, der direkte Aktionen nutzt, um alle Formen von Herrschaft und sozialer Hierarchie zu beenden. Beispiele für diese Unterdrückungsformen sind: Staat, Kapitalismus, Patriarchat, Rassismus, Heterosexismus, Cissexismus, Ableismus, Ageismus, Speziesismus und Umweltzerstörung.

## Anarchismus und Tierrechte
Die anarchistische philosophische und politische Bewegung hat einige Verbindungen zu Elementen der Tierbefreiungsbewegung. Viele Anarchisten sind Vegetarier oder Veganer (oder Veganarchisten) und haben eine Rolle im Kampf gegen die von ihnen empfundene Ungerechtigkeit gegenüber Tieren gespielt. In der Regel bezeichnen sie den Kampf für die Befreiung nicht-menschlicher Tiere als natürlichen Auswuchs des Kampfes für die Freiheit des Menschen.

## Veganismus und Anarchismus
Veganarchismus ist die politische Philosophie des Veganismus (genauer gesagt der Tierbefreiung) und des Anarchismus, die eine kombinierte Praxis als Mittel zur sozialen Revolution schaffen. Dies beinhaltet, dass der Staat als unnötig und schädlich für Tiere, sowohl für menschliche als auch für nicht-menschliche, angesehen wird, während gleichzeitig eine vegane Lebensweise praktiziert wird. Veganarchisten betrachten die Ideologie entweder als eine kombinierte Theorie oder sehen beide Philosophien als im Wesentlichen gleich an. Sie wird auch als antispeziesistische Perspektive des grünen Anarchismus oder als anarchistische Perspektive der Tierbefreiung beschrieben.
Vegane anarchistische Subkulturen fördern den totalen Befreiungsgedanken, der darauf abzielt, die zersplitterten Bewegungen für die Befreiung von Mensch, Tier und Erde (Ökosystem) zu einer größeren und stärkeren Bewegung zu vereinen.